# Megido (kibuc)
Megido (hebrejsky מְגִדּוֹ, v oficiálním přepisu do angličtiny Megiddo) je vesnice typu kibuc v Izraeli, v Severním distriktu, v Oblastní radě Megido.

## Geografie
Leží v nadmořské výšce 155 metrů, na pomezí Jizre'elského údolí a úbočí planiny Ramat Menaše. Jde zároveň o rozmezí mezi zemědělsky intenzivně využívanou krajinou v údolí a zčásti zalesněnými svahy. Z Ramat Menaše sem podél jižní strany vesnice stéká vádí Nachal Kejni. Západně od vesnice se zvedá vrch Giv'at Jošijahu, z nějž k severu stéká vádí Nachal Megido. Od severovýchodního okraje obce vytéká do Jizre'elského údolí vádí Nachal Dorech. Na severovýchodním okraji obce se nachází pahorek Tel Megido s lokalitou starověkého Megida.
Nachází se cca 67 kilometrů severovýchodně od centra Tel Avivu a cca 30 kilometrů jihovýchodně od centra Haify. Megido obývají Židé, přičemž osídlení v tomto regionu je etnicky smíšené. V údolí převládají židovská sídla, stejně jako na planinách Ramat Menaše. Jen 2 kilometry jihozápadním směrem odtud ovšem začíná oblast vádí Ara, kde leží lidnatá sídla, která obývají izraelští Arabové. Kibuc zároveň leží jen necelých 5 kilometrů od Zelené linie, jež odděluje Izrael v jeho mezinárodně uznávaných hranicích od okupovaného Západního břehu Jordánu s demografickou převahou palestinských Arabů. Západní břeh ale byl od zdejšího regionu počátkem 21. století fyzicky oddělen Izraelskou bezpečnostní bariérou, která zde vyrostla jako v jednom z prvních úseků a sleduje přibližně trasu původní Zelené linie.
Na dopravní síť je vesnice napojena pomocí dálnice číslo 66, která sleduje jihozápadní okraj Jizre'elského údolí. Ta se tu kříží s dálnicí číslo 65, jež od pobřežní nížiny vede podél vádí Ara směrem do Afuly. Severovýchodně od kibucu se nachází letiště Megido.

## Dějiny
Kibuc Megido byl založen roku 1949 nedaleko starověkého Megida. Do roku 1948 stála necelý kilometr jihovýchodně od nynějšího kibucu arabská vesnice Ladžun. Založili ji Římané a nazývali ji Legio. V Ladžunu stály dvě mešity a chlapecká základní škola zřízená roku 1937. V roce 1931 zde žilo 857 lidí a stálo tu 162 domů. V průběhu války za nezávislost v roce 1948 byla vesnice ovládnuta v rámci Operace Erez izraelskými silami a arabské osídlení zde skončilo. Z původní zástavby se zachovala jen bývalá mešita a jeden dům.
Zakladateli dnešního kibucu byla skupina 60 židovských přistěhovalců z Polska, kteří přežili holokaust. Tito přistěhovalci předtím provizorně pobývali v již etablovaném kibucu Mišmar ha-Emek, kde se během války za nezávislost v roce 1948 účastnili obrany vesnice. Ještě před koncem války v únoru 1949 pak založili vlastní kibuc.
V prvních letech ovšem osadníci pobývali v nedaleké opuštěné arabské vesnici Ladžun a teprve pak se přesunuli na vyvýšené místo, kde vyrostla nová obytná zástavba. Po třech letech existence kibucu jeho populaci posílil příchod další osadnické skupiny, tvořené Židy z Mexika a Libanonu. Po sedmi letech to byla skupina argentinských Židů.
Ekonomika Megida je založena na zemědělství a turistickém ruchu. Kibuc prošel v listopadu 2000 privatizací a jeho členové jsou odměňováni individuálně, podle odvedené práce. Vedení obce zároveň nabízí stavební parcely pro individuální zájemce o bydlení, kteří nechtějí být vázáni organizační strukturou kibucu. Plánuje se výstavba tří nových obytných čtvrtí. Na dvou z nich již začaly stavební práce v letech 2006-2007. Celkem má jít o 124 domů.
Jihovýchodně od kibucu se při dálniční křižovatce nachází areál věznice. Ve vesnici sídlí úřady Oblastní rady Megido.
V obci funguje plavecký bazén, sportovní areály, knihovna a společenské centrum. K dispozici je zde zařízení předškolní péče o děti. Základní škola je ve vesnici ha-Zorea.

## Demografie
Obyvatelstvo Megida je sekulární. Podle údajů z roku 2014 tvořili populaci v Megidu Židé (včetně statistické kategorie "ostatní", která zahrnuje nearabské obyvatele židovského původu ale bez formální příslušnosti k židovskému náboženství).
Jde o menší sídlo vesnického typu s dlouhodobě stagnujícím počtem obyvatel, který ale po roce 2006 přešel v prudký nárůst díky startu masové bytové výstavby. K 31. prosinci 2014 zde žilo 844 lidí. Během roku 2014 populace stoupla o 2,2 %.
| Rok            | 1961 | 1972 | 1983 | 1995 | 2001 | 2003 | 2004 | 2005 | 2006 | 2007 | 2008 | 2009 | 2010 | 2011 | 2012 | 2013 | 2014 |
| -------------- | ---- | ---- | ---- | ---- | ---- | ---- | ---- | ---- | ---- | ---- | ---- | ---- | ---- | ---- | ---- | ---- | ---- |
| Počet obyvatel | 212  | 291  | 365  | 339  | 310  | 320  | 326  | 328  | 356  | 399  | 527  | 618  | 653  | 750  | 808  | 826  | 844  |